# Zazie en el metro
Zazie en el metro es una novela escrita por Raymond Queneau, en 1959. La misma es de un género burlesco, y fue escrita en francés y abunda en juego de palabras y giros idiomáticos que hacen muy difícil su traducción. Esta novela fue el primer gran éxito de Queneau, y le mereció algunos premios literarios. La novela ha sido adaptada al teatro por Hussenot y al cine por Louis Malle.
La novela ha sido descrita como "Una novela efervescente, delirante, extremadamente parisina, en la que el absurdo y la energía conducen a soluciones inesperadas, a giros sorpresivos que no tienen encaje ni en la realidad ni en el sueño".

## Argumento
Los hechos que se relatan se ambientan en París, a lo largo de dos días y durante una huelga del sistema de metro.
La protagonista llamada Zazie, se encuentra de visita en la casa de su tío Gabriel. Zazie es una joven traviesa, y que no presta demasiada atención a las convenciones morales. A causa de la huelga Zazie se ve forzada a atravesar París parte en taxi y parte caminando. Es así que en sus caminatas deambula por diversos barrios de la ciudad donde encuentra personajes de la calle y entabla conversaciones sumamente originales.

## Características de la obra
La novela pertenece al género de la novela de aprendizaje. La novela en cierta medida también es una consideración sobre la existencia humana y el escapar del tiempo. Al regresar Zazie a su hogar luego de su viaje a París, su mamá le pide que le cuente sobre sus andanzas por París, y Zazie luego de pensar un momento le responde «He envejecido».
Si bien por su estructura la novela a primera vista parecería ser lineal, al adentrarse en detalles se percibe una escritura y construcción circulares, con algunos paralelos a las técnicas usadas por Proust, Joyce y Faulkner.